# Tourrette-Levens
Tourrette-Levens là một xã ở tỉnh Alpes-Maritimes, vùng Provence-Alpes-Côte d'Azur ở đông nam nước Pháp.

## Khí hậu
| Climate data for Tourrette-Levens (2018-2024), altitude: 416 m | Climate data for Tourrette-Levens (2018-2024), altitude: 416 m | Climate data for Tourrette-Levens (2018-2024), altitude: 416 m | Climate data for Tourrette-Levens (2018-2024), altitude: 416 m | Climate data for Tourrette-Levens (2018-2024), altitude: 416 m | Climate data for Tourrette-Levens (2018-2024), altitude: 416 m | Climate data for Tourrette-Levens (2018-2024), altitude: 416 m | Climate data for Tourrette-Levens (2018-2024), altitude: 416 m | Climate data for Tourrette-Levens (2018-2024), altitude: 416 m | Climate data for Tourrette-Levens (2018-2024), altitude: 416 m | Climate data for Tourrette-Levens (2018-2024), altitude: 416 m | Climate data for Tourrette-Levens (2018-2024), altitude: 416 m | Climate data for Tourrette-Levens (2018-2024), altitude: 416 m | Climate data for Tourrette-Levens (2018-2024), altitude: 416 m |
| Tháng                                                          | 1                                                              | 2                                                              | 3                                                              | 4                                                              | 5                                                              | 6                                                              | 7                                                              | 8                                                              | 9                                                              | 10                                                             | 11                                                             | 12                                                             | Năm                                                            |
| -------------------------------------------------------------- | -------------------------------------------------------------- | -------------------------------------------------------------- | -------------------------------------------------------------- | -------------------------------------------------------------- | -------------------------------------------------------------- | -------------------------------------------------------------- | -------------------------------------------------------------- | -------------------------------------------------------------- | -------------------------------------------------------------- | -------------------------------------------------------------- | -------------------------------------------------------------- | -------------------------------------------------------------- | -------------------------------------------------------------- |
| Trung bình ngày tối đa °C (°F)                                 | 11.4 (52.5)                                                    | 13.6 (56.5)                                                    | 15.3 (59.5)                                                    | 17.4 (63.3)                                                    | 21.2 (70.2)                                                    | 26.4 (79.5)                                                    | 29.9 (85.8)                                                    | 30.0 (86.0)                                                    | 25.7 (78.3)                                                    | 20.3 (68.5)                                                    | 14.8 (58.6)                                                    | 11.8 (53.2)                                                    | 19.8 (67.7)                                                    |
| Trung bình ngày °C (°F)                                        | 7.5 (45.5)                                                     | 9.2 (48.6)                                                     | 10.7 (51.3)                                                    | 12.7 (54.9)                                                    | 16.4 (61.5)                                                    | 21.2 (70.2)                                                    | 24.3 (75.7)                                                    | 24.6 (76.3)                                                    | 20.8 (69.4)                                                    | 16.0 (60.8)                                                    | 11.2 (52.2)                                                    | 8.4 (47.1)                                                     | 15.3 (59.5)                                                    |
| Tối thiểu trung bình ngày °C (°F)                              | 3.7 (38.7)                                                     | 4.9 (40.8)                                                     | 6.1 (43.0)                                                     | 8.0 (46.4)                                                     | 11.6 (52.9)                                                    | 16.0 (60.8)                                                    | 18.8 (65.8)                                                    | 19.1 (66.4)                                                    | 15.9 (60.6)                                                    | 12.0 (53.6)                                                    | 7.7 (45.9)                                                     | 5.1 (41.2)                                                     | 10.7 (51.3)                                                    |
| Lượng Giáng thủy trung bình mm (inches)                        | 38.4 (1.51)                                                    | 53.5 (2.11)                                                    | 62.6 (2.46)                                                    | 65.3 (2.57)                                                    | 59.0 (2.32)                                                    | 35.9 (1.41)                                                    | 15.8 (0.62)                                                    | 20.4 (0.80)                                                    | 32.4 (1.28)                                                    | 96.0 (3.78)                                                    | 96.1 (3.78)                                                    | 97.2 (3.83)                                                    | 672.6 (26.47)                                                  |
| Số ngày giáng thủy trung bình (≥ 1 mm)                         | 2.8                                                            | 3.8                                                            | 4.6                                                            | 7.2                                                            | 6.3                                                            | 4.2                                                            | 2.8                                                            | 2.3                                                            | 4.3                                                            | 7.5                                                            | 8.5                                                            | 6.7                                                            | 61                                                             |
| Số giờ nắng trung bình tháng                                   | 102.9                                                          | 121.7                                                          | 151.5                                                          | 146.4                                                          | 148.7                                                          | 157.1                                                          | 178.0                                                          | 149.0                                                          | 139.0                                                          | 99.6                                                           | 75.5                                                           | 68.7                                                           | 1.538,1                                                        |
| Nguồn: Infoclimat                                              |                                                                |                                                                |                                                                |                                                                |                                                                |                                                                |                                                                |                                                                |                                                                |                                                                |                                                                |                                                                |                                                                |